# Welle (Schiff, 1916)
Die Welle war ein sogenanntes Versuchsboot der deutschen Reichs- und Kriegsmarine, das im Januar 1937 in einem schweren Schneesturm in der Ostsee kenterte und mit seiner gesamten Besatzung unterging.

## Geschichte
Das Schiff war ursprünglich ein deutscher Fischdampfer, der am 10. November 1916 unter dem Namen von der Goltz in Dienst gestellt wurde. Während des Ersten Weltkriegs diente es zuerst in der Hilfsminensuchflottille der Nordsee und ab 12. Februar 1918 in der IV. Minensuch-Flottille. Nach Kriegsende kam das Schiff 1921 als Reparationszahlung an Großbritannien und fuhr dort von 1922 bis 1924 unter dem Namen Star of Eve. Dann wurde es nach Deutschland zurückverkauft, wo es die Reichsmarine nach entsprechendem Umbau mit dem Namen Grille ab 1927 als Versuchsboot bei ihrer Nachrichtenmittelversuchsanstalt einsetzte. Dort diente das Schiff zur Erprobung der in der Entwicklung befindlichen Funkmessgeräte.
Insbesondere bei der Entwicklung und Erprobung des neuen Sonar-Verfahrens zur Ortung von U-Booten und Schiffen war der Einsatz der Grille sehr hilfreich. Die Versuche leitete Rudolf Kühnhold von der Nachrichtenmittelversuchsanstalt der Reichsmarine in Kiel. Für diese Zwecke war Anfang 1934 eigens die Vorgängergesellschaft der heute mit anderen Aufgaben betrauten Gesellschaft für Elektroakustische und Mechanische Apparate (GEMA) gegründet worden. Von Land aus konnte die Grille in einer Entfernung von acht bis zwölf Kilometern erfasst werden.
Da die im Dezember 1934 vom Stapel gelassene Staatsyacht Grille den Traditionsnamen Grille erhalten sollte, wurde das Versuchsboot 1934 in Welle umbenannt.

## Untergang
In der Nacht vom 18. zum 19. Januar 1937 versuchte das Schiff, die Besatzungen des bei Fehmarn in einem schweren Schneesturm gestrandeten Schoners Duhnen und des ebenfalls gestrandeten Bergungsschleppers Fairplay 10 zu retten. Dabei kenterte die Welle infolge der Vereisung ihrer Aufbauten und der schweren See und sank mit ihrer gesamten Besatzung von 25 Mann westlich von Fehmarn. Vier der Toten wurden auf dem Nordfriedhof in Kiel bestattet, zwölf in ihre Heimat überführt. Die übrigen neun blieben mit ihrem Schiff auf dem Meeresgrund. Das Schiff wurde am 15. Februar 1937 gehoben und am 12. März 1937 aus der Liste der Schiffe der Kriegsmarine gestrichen. Das weitere Schicksal – ob abgewrackt oder verkauft und wiederaufgebaut – ist unbekannt.
Im Marine-Ehrenmal Laboe erinnert eine hölzerne Wandplakette im Turm des Ehrenmals an die Besatzungsmitglieder des Boots, und auf dem Kieler Nordfriedhof befindet sich ein Ehrenmal für sie.